# 載澍
已革貝勒载澍（1870年11月8日—1909年），原名载楫，爱新觉罗氏，閒散宗室奕瞻之子，后过继为孚郡王奕譓之子。

## 生平
载澍原是康熙帝长子允禔（固山贝子品级）的第十二子弘晌（盛京将军）的后裔，奕瞻之子，本名载楫。光绪四年八月（1878年），奉旨过继给孚郡王奕譓，并更名载澍，袭贝勒。
光绪十年十月（1884年），奉旨在上书房读书。光绪十二年十一月（1886年），奉旨在内廷行走。光绪十四年十二月（1888年），补进王公六班。光绪十五年正月（1889年），管理乐部、赏穿四团行龙补服。光绪十五年八月，派充左翼近支第二族族长。光绪十六年（1890年）赏银十两。
由于载澍同承恩公照祥女儿叶赫那拉氏结婚后，双方关系不和，慈禧太后为给侄女撑腰，于光绪二十三年（1897年）降旨革去载澍的贝勒头衔，交宗人府永远圈禁。同年十二月（仍1897年），以近支贝勒载瀛的长子溥伒（即溥雪斋）过继给孚郡王为孙，赏固山贝子。光绪二十七年二月（1901年），殊批加恩释放载澍，但不准其回孚郡王府。光绪三十四年十二月十日（1909年），奉懿旨将载澍接回孚郡王府。最终载澍以头等侍卫、头品顶戴逝世。